# Sisyndite spartea
Sisyndite spartea är en pockenholtsväxtart som beskrevs av Ernst Meyer och Otto Wilhelm Sonder. Sisyndite spartea ingår i släktet Sisyndite och familjen pockenholtsväxter. Inga underarter finns listade i Catalogue of Life.